# 阿尔巴尼亚经济
以欧洲的标准来说，阿尔巴尼亚经济上比较贫穷落后，正在穩定地过渡到更加现代化的資本主義开放市场经济。政府近年已采取有效措施遏制民間的暴力犯罪，并推出多項經濟政策刺激经贸活动。每年有来自国外的4-6亿美元汇款的经济支緩，主要是近邻希腊和意大利；这帮助弥补了规模可观的贸易逆差。
現時农业佔国民生产总值約五分之一，而旅遊業等服務性行業佔有一半以上，但昔日阿爾巴尼亞勞動黨政權未倒台時農業產業佔國民生產總值超過一半，这是因為昔日阿爾巴尼亞共產政府的鎖國政策和過重於發展農業產業有關，加上频繁的極端氣候和现代化设施的缺乏，财产权的瓜分以至國家貧窮落後，且严重的資金短缺和陈旧且不充分的基础设施使它很难吸引和支持国外投资者到阿國投資。
不過，自從1992年民主化後的阿爾巴尼亞政府已批准新的火力發电厂在南部城市發羅拉近郊正在建设，而且交通运输设施的改善也减轻了運輸和經濟困難。同样地，阿爾巴尼亞政府也慢慢地改善國內短缺的国道、公路和鐵路路轨网络，促進國內外的人民連繫，這对阿國经济增长和交通方便有一定的幫助。值得肯定的是：在2003年和2004年阿爾巴尼亞國內经济强劲增长，而国家又拥有大量石油和天然气资源，國內也没有通货膨胀的问题和貧富差距較少，國民收入也較世界其他國家相對均等。
而自2013年6月阿爾巴尼亞大選至今，阿爾巴尼亞各主要政黨已在經濟、社會、環境、政治、外交議題上皆達成基本共識(儘管在打擊貪污議題上存在爭論)，主要政黨也一致贊成阿爾巴尼亞加入歐盟進程，使阿國整體的社會治安情況也趨於穩定。最近1次的阿爾巴尼亞大選，政府也實行更開明的民主化政治改革(將選舉候選人明單由封閉式轉為開放式)，更被部分國際人權組織所讚賞，民主制度進一步發展對阿爾巴尼亞經濟會帶來正面影響。而隨著阿爾巴尼亞先後於2009年成為北約成員國和於2014年成為歐盟候選國，旅遊業也隨之而蓬勃起來，對阿國經濟產業改革有重要幫助。
目前（2025年）阿爾巴尼亞國民平均生產總值GDP已超過10,000美元，而武漢肺炎爆發之前的一年（2019年）阿爾巴尼亞的人均GDP僅為5,200美元，反映阿爾巴尼亞經濟在短短6年有明顯進步。這6年間阿爾巴尼亞的服務業、建造業、旅遊業以及IT創科和電玩遊戲業發展迅速，阿爾巴尼亞政府亦投放大量資源並大力支持這些產業運行；不僅如此阿爾巴尼亞的交通網絡在近年也有較明顯的進步，例如地拉那環城高速已於2024年冬季通車、東部山區的國道也有數個路段完成了現代化工程（如加設隧道和翻修路面）、南部沿海高速公路亦由雙向單線行車變為雙向雙線行車。
人口方面阿爾巴尼亞近年人口較明顯下降，為應附較大勞動力供應問題以及阿爾巴尼亞人工作節奏較緩慢情況，阿爾巴尼亞也與其他巴爾幹乃至西歐國家採用了輸入外國勞工政策以解決一些先前工程嚴重滯後的問題，目前在阿爾巴尼亞工作的外勞多為南亞的孟加拉人、印度人、尼泊爾人等，他們很多從事建造業和服務業，也因此居於阿爾巴尼亞的外勞數量增加了不少。

## 国民生产总值
购买力平价
- $63.08亿(2020年)

GDP实际增长率:
- ▲3.8%(2025年)

人均国民生产总值
- 购买力平价:$$23,400(2025年)

部门国民生产总值
- 农业:18.62%
- 工业:21.39%
- 服务业:47.35%(2022年)

投资(固定资产):
- 国民生产总值的18.4%(2004年)

## 其他经济指标
贫困线以下人口:
- 每日收入低於3美元人口比例為0%；每日收入低於4.2美元人口比例為1.5%；每日收入低於8.3美元人口比例為13.7%

通货膨胀率(零售价格):
- ▲1.9%(2023年)

预算:
- 收支: $36.14亿
- 开支: $38.74亿(2017年估計)

经常账户余额：
- $-5.04亿（2004年）

外汇与黄金储备：
- $12.06亿（2004年）

外债:
- ▼71.8%(2017年估計)

## 劳动力
劳动力:
- 137万(不包括352,000移民工作者)(2024年)

各部门劳动力
- 农业21.4%，工業28.3%，服務業50.3%(2024年)

失业率:
- 官方整體数据8.8%(2024年)

## 部门经济
农产品：
- 麦子, 玉米, 土豆, 蔬菜, 水果, 甜菜, 葡萄; 肉, 乳制品

工业：
- 食品加工, 纺织品和服装; 木材, 石油, 水泥, 化学品, 采矿, 基本金属材料, 水力发电

工业生产增长率:
- 3.1% (2004年)

## 能源
电力生产：
- 56.8亿kWh (2004年)

电力消耗:
- 67.6亿kWh (2004年)

电力输出:
- 1亿kWh (2002年)

电力输入：
- 10.8亿kWh (2002年)

石油生产:
- 2000 bbl/天 (2004年)

石油消耗:
- 7,500 bbl/天(2004年)

石油进口：
- 5500 bbl/天(2004年)

已探明石油储量：
- 1.855 亿bbl (2002年1月1日)

天然气产量:
- 3000万cu.m (2001年)

天然气消耗量:
- 3000万cu.m (2001年)

已探明天然气储量:
- 33.16 亿cu.m (2002年1月1日)

## 进出口贸易
出口:
- $2.008亿f.o.b 。(2015年)

出口商品:
- 纺织品和鞋类; 沥青、金属和金属矿石, 原油; 蔬菜, 水果, 烟草

出口伙伴:
- 義大利53.4%， 科索沃7.7%， 西班牙5.6%(2017年)

进口:
- $4.4.664亿f.o.b 。(2016年)

进口商品:
- 机械和设备, 粮食, 纺织品, 化学制品

进口伙伴:
- 義大利28.5%， 土耳其8.1%， 德国8%(2017年)

## 货币
流通货币：
- 列克

货币代码：
- ALL

汇率：
- 兑美元:1ALL=$0.00901714
- 兑歐元:1ALL=€0.00802459
- 兑港元:1ALL=$0.0707783(2019年)